# L'Épine-aux-Bois
L'Épine-aux-Bois is een gemeente in het Franse departement Aisne (regio Hauts-de-France) en telt 257 inwoners (2004). De plaats maakt deel uit van het arrondissement Château-Thierry.

## Geografie
De oppervlakte van L'Épine-aux-Bois bedraagt 12,2 km², de bevolkingsdichtheid is 21,1 inwoners per km².
De onderstaande kaart toont de ligging van L'Épine-aux-Bois met de belangrijkste infrastructuur en aangrenzende gemeenten.

## Demografie
Onderstaande figuur toont het verloop van het inwonertal (bron: INSEE-tellingen).
Vanwege een beveiligingsprobleem met de MediaWiki Graph-software is het momenteel niet mogelijk deze grafiek weer te geven. Zodra de software is bijgewerkt zal de grafiek vanzelf weer zichtbaar worden.